# Montika
A Montika újabb keletű magyar névadás egy virágnévből, aminek a hivatalos neve pipitér.

## Gyakorisága
Az 1990-es években szórványos név, a 2000-es években nem szerepel a 100 leggyakoribb női név között.

## Névnapok
- augusztus 14.[2]